# Liberty Times
Liberty Times (chiń. 自由時報) – tajwański dziennik, jedna z głównych gazet codziennych w kraju. Został założony w 1980 roku.